# Квинт Помпей Созий Приск
Квинт Помпей Сосий Приск (на латински: Quintus Pompeius Sosius Priscus) e политик, сенатор и военачалник Римската империя през 2 век.
Произлиза от фамилията Помпеи и е син на Квинт Помпей Фалкон (суфектконсул 108 г.) и Сосия Полия, дъщеря на Квинт Сосий Сенецио (консул 99 г.). Неговият син Квинт Помпей Сенецио Сосий Приск е консул 169 г.
Приск е първо конник (sevir turmae II equitum Romanorum), магистър на Монетния двор (triumvir monetalis), квестор (142 г.) и претор (147 г.).
През 149 г. е консул заедно Сервий Корнелий Сципион Салвидиен Орфит. 163/164 г. той е проконсул на провинция Азия. 
С император Марк Аврелий той участва като comes в Дунавските войни; за успехите си там е отличен с dona militaria. 